# Факула Ида

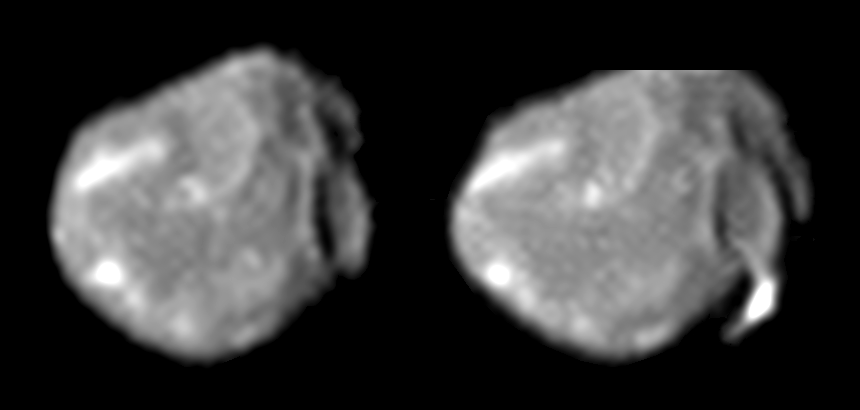
Снимки «Галилео», 1999. Факула Ида — слева вверху, факула Ликт — слева внизу

Факула Ида (лат. Ida Facula) — факула (яркое пятно) на спутнике Юпитера Амальтеи. Это вытянутая область длиной около 50 км, превышающая по яркости окружающую местность в 1,5 раза (в ярких местах). Находится на том конце Амальтеи, который направлен от Юпитера (координаты 20° с. ш., 175° в. д.). Факула расположена на хребте, который простирается вдоль меридиана. Является одной из двух наименованных факул Амальтеи (вторая — факула Ликт). Впрочем, на Амальтеи есть более крупные и более яркие, но безымянные светлые области.
Факула Ида была обнаружена на снимке, сделанном космическим аппаратом «Вояджер-1» в 1979 году. На этом изображении она выглядит круглым пятном диаметром около 15 км. В дальнейшем её снял аппарат «Галилео», исследовавший систему Юпитера в период с 1995 по 2003 год, и она оказалась 50-километровой полосой.
Название этой факулы связано с мифом о том, как нимфа Ида в Идейской пещере на горе Ида кормила маленького Зевса молоком козы Амальтеи. Сначала факула была названа в честь нимфы, однако сейчас в справочнике МАС планетной номенклатуры указано, что она названа именем горы. Изначально объект назывался просто «Ида» (Ida); это название было утверждено Международным астрономическим союзом в 1979 году. В 1985 году для наименования деталей поверхности Ганимеда был введен в употребление термин «факула», и через некоторое время его добавили и к названиям ярких пятен на Амальтеи. Таким образом, сейчас объект называется «факула Ида» (Ida Facula). Кроме того, в популярной литературе встречается название Mons Ida («гора Ида»).
Происхождение факулы Ида, как и других ярких пятен на Амальтеи, неизвестно. Возможно, яркое вещество было выброшено на поверхность метеоритным ударом. По другой версии, яркость этой факулы, как и соседней факулы Ликт, связана с их расположением на возвышенностях. Возможно, вещество, покрывающее поверхность Амальтеи, постепенно перемещается с возвышенностей вниз, и на поверхности оказывается более светлое вещество с глубин. Подобная зависимость альбедо от высоты наблюдается и на других малых телах Солнечной системы, например, на Деймосе и Гаспре. Кроме большой яркости, факулы Амальтеи отличаются менее красным, чем у окраин, оттенком.